# Các mái cổng của Bologna
Các mái cổng của Bologna là một di sản văn hóa và kiến trúc quan trọng của thành phố Bologna, Ý. Nó là biểu tượng đại diện cho thành phố cùng với Các tháp của Bologna. Không một thành phố nào trên thế giới có nhiều mái cổng như ở Bologna, tất cả cùng nhau chúng bao phủ 38 kilômét (24 mi) trung tâm lịch sử nhưng có thể lên đến 53 kilômét (33 mi) nếu xem xét đến cả các mái cổng nằm bên ngoài bức tường thành thời Trung Cổ.
Do ý nghĩa trong văn hóa và nghệ thuật, các mái cổng của Bologna đã được UNESCO công nhận là Di sản thế giới.

## Lịch sử
Các mái cổng ở Bologna được xây dựng gần như tự phát, có thể là vào đầu thời Trung Cổ, như là một hình mẫu của một tòa nhà ở đây nhằm gia tăng diện tích không gian sống. Bằng chứng lịch sử đầu tiên có từ năm 1041. Trong thời kỳ đầu tiên, các ngôi nhà được mở rộng bằng cách xây thêm các tầng trên và tạo ra các mái cổng bằng gỗ. Trong những năm qua, các mái cổng này được tăng cả về kích thước lẫn số lượng, vì vậy cần phải gia cố thêm bằng các cột chống ở dưới để ngăn chúng bị sập, điều này vô hình đã tạo ra những cung đường có mái vòm nổi tiếng trên toàn thế giới.
Trong những thế kỷ tiếp theo, sự thành công của các mái cổng này đó là nó giúp gia tăng diện tích ở trước sự hiện diện của sinh viên và học giả tại Đại học Bologna, nhưng cũng quá trình nhập cư từ nông thôn. Việc mở rộng các mái cổng bắt đầu vào năm 1288, khi một thông báo từ chính quyền thành phố địa phương quy định rằng tất cả các ngôi nhà mới được xây dựng phải có mái cổng, trong khi những ngôi nhà đã tồn tại nhưng chưa có thì phải mở rộng thêm nó. Trong suốt thời kỳ Trung Cổ, các mái cổng được làm bằng gỗ và sau một sắc lệnh ban hành vào ngày 26 tháng 3 năm 1568 bởi tổng trấn Giovanni Battista Doria thì chúng được chuyển sang sử dụng vật liệu là đá và gạch. Mặc dù vậy, một số tòa nhà với mái hiên bằng gỗ vẫn còn tồn tại cho đến ngày nay, như những tòa nhà ở Marsala và Corte Isolani.
Mái cổng của San Luca là mà mái cổng lâu đời nhất ở Bologna và trên thế giới. Nó nối từ cổng Porta Saragozza (một trong số 12 cổng của bức tường thành thời Trung Cổ) với thánh địa Madonna di San Luca, một nhà thờ trên đồi được xây dựng vào năm 1723 trên địa điểm của một dinh thự thế kỷ 11 đã được mở rộng vào thế kỷ 14. Mái cổng này bao gồm 666 mái vòm có tổng chiều dài là 3.796 mét. Mái cổng là nơi diễn ra đám rước truyền thống hàng năm mà kể từ năm 1433 đã mang biểu tượng Byzantine với Đức Mẹ và Đứa trẻ tượng trưng cho Thánh sử Luca xuống Nhà thờ chính tòa Bologna trong Lễ Thăng Thiên.

## Thư viện ảnh

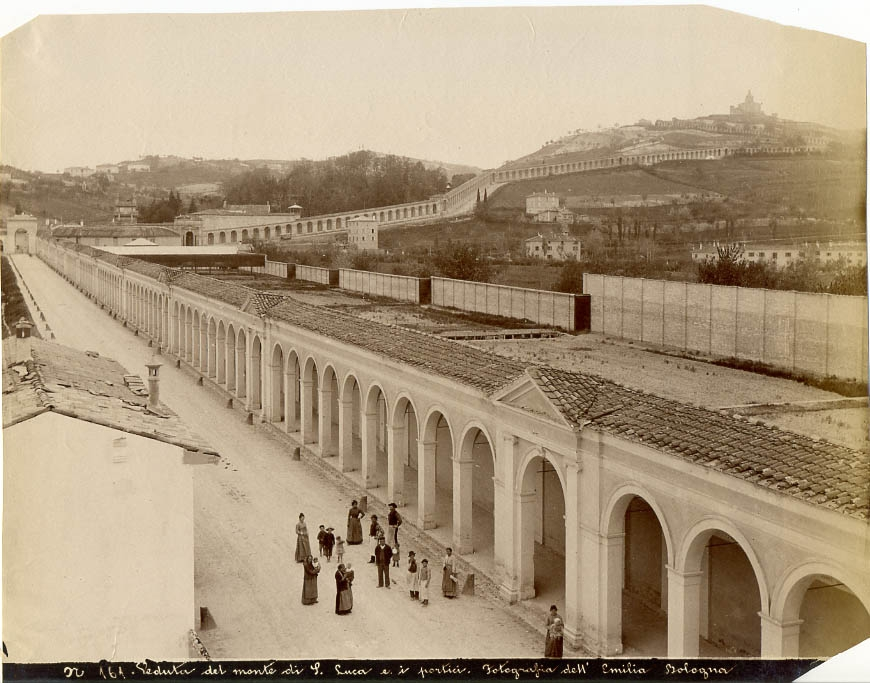
Mái cổng San Luca dẫn lên thánh địa Madonna di San Luca
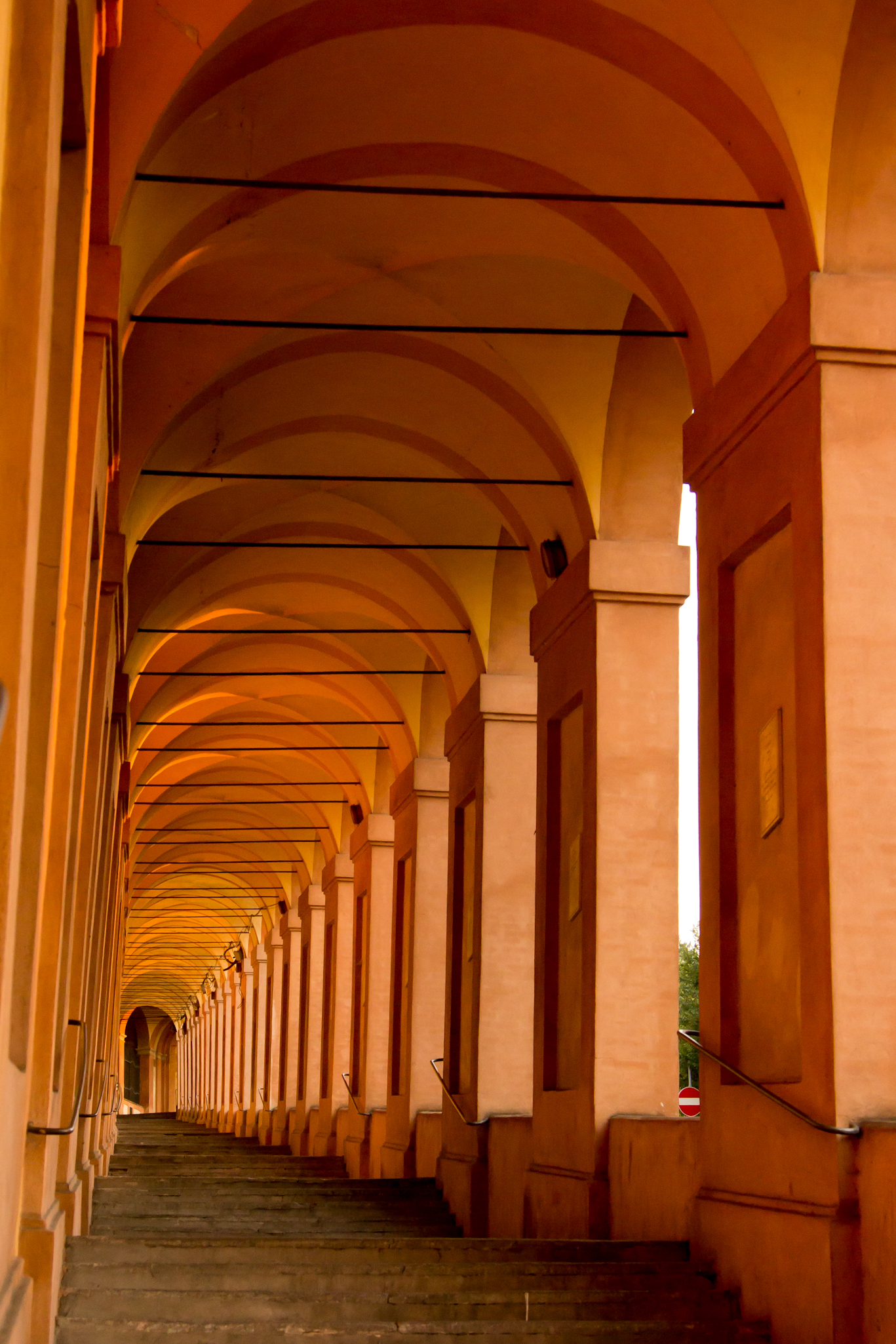
Mái cổng San Luca
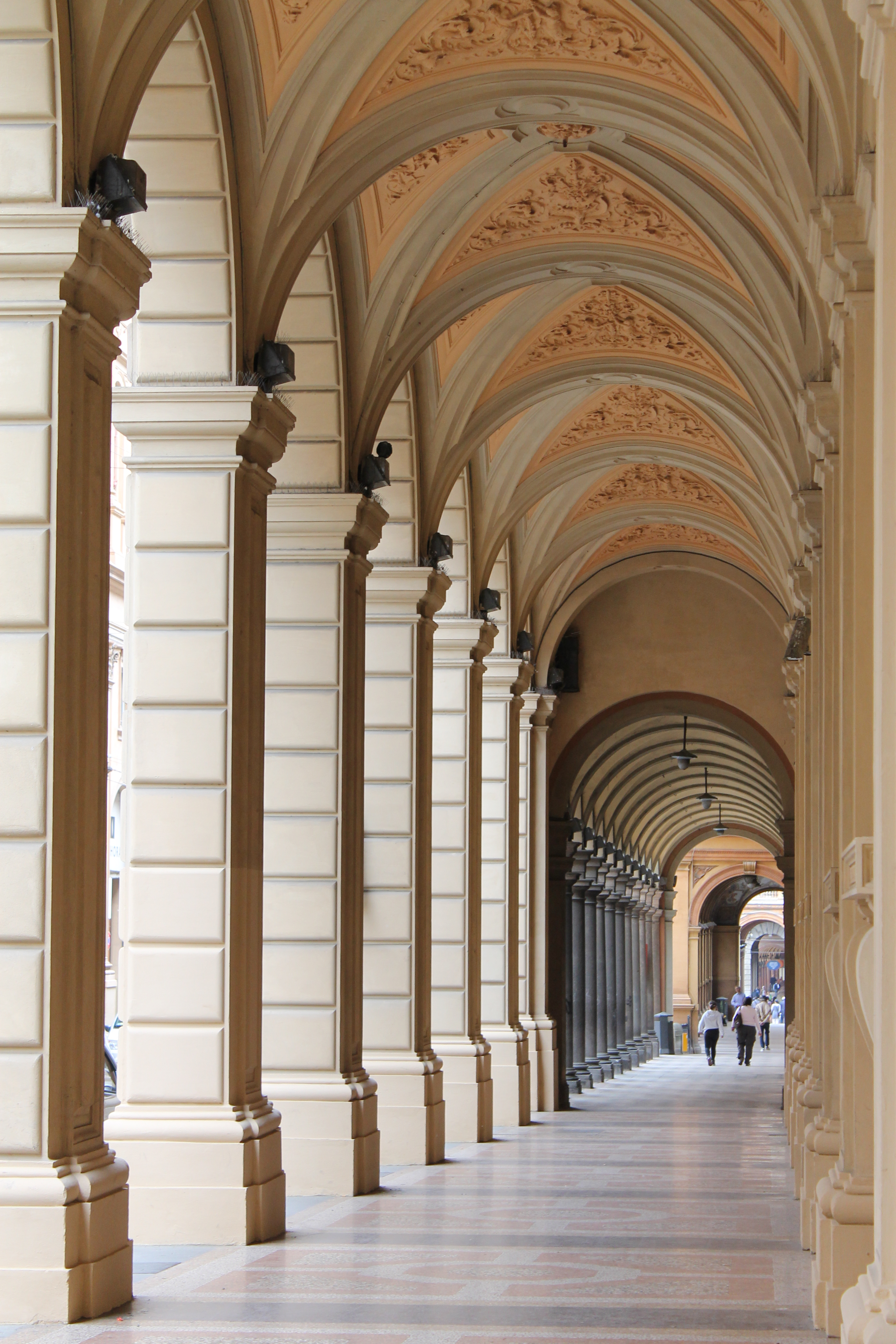
Mái cổng qua Farini
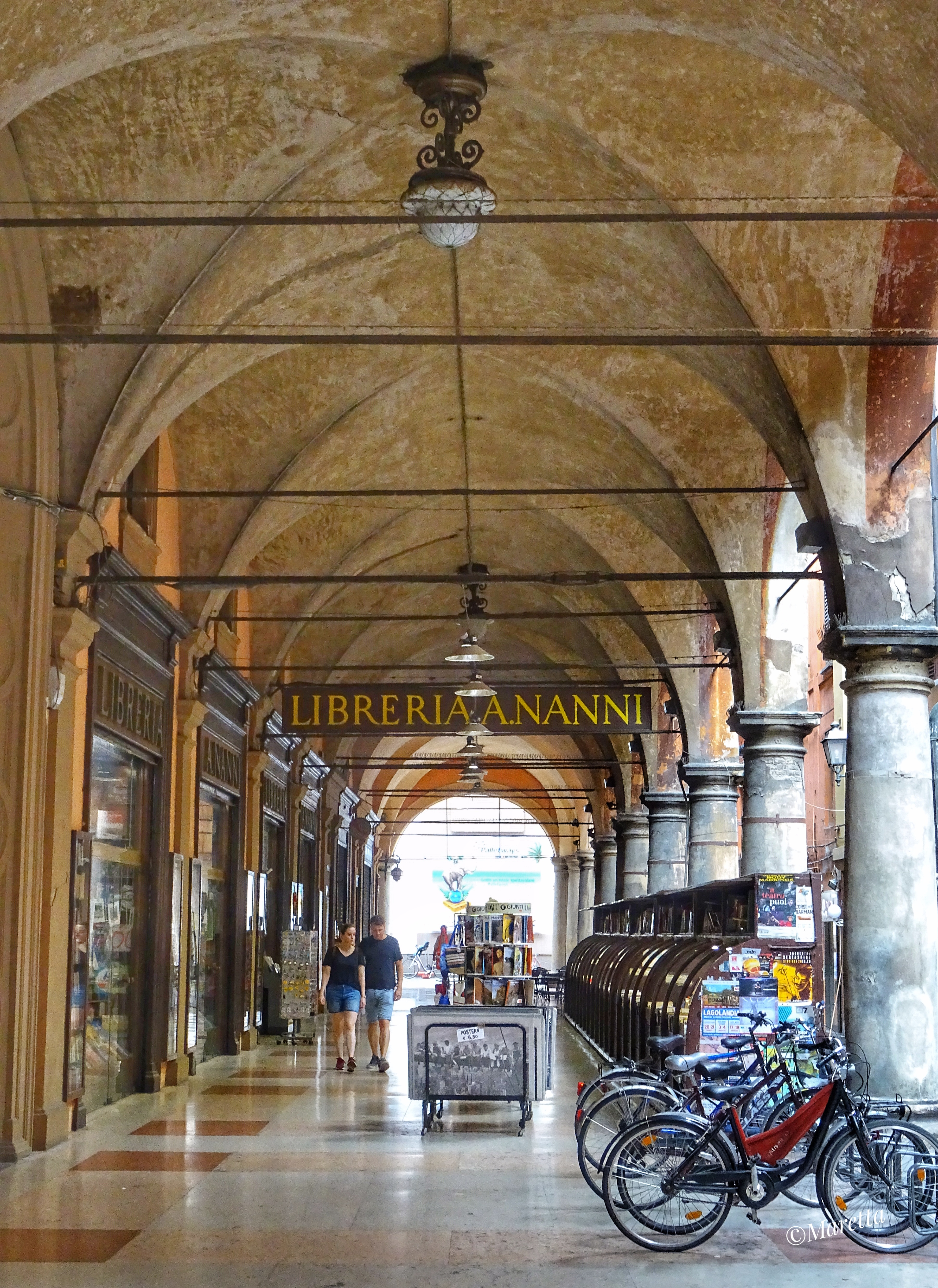
"Mái cổng của Cái chết"
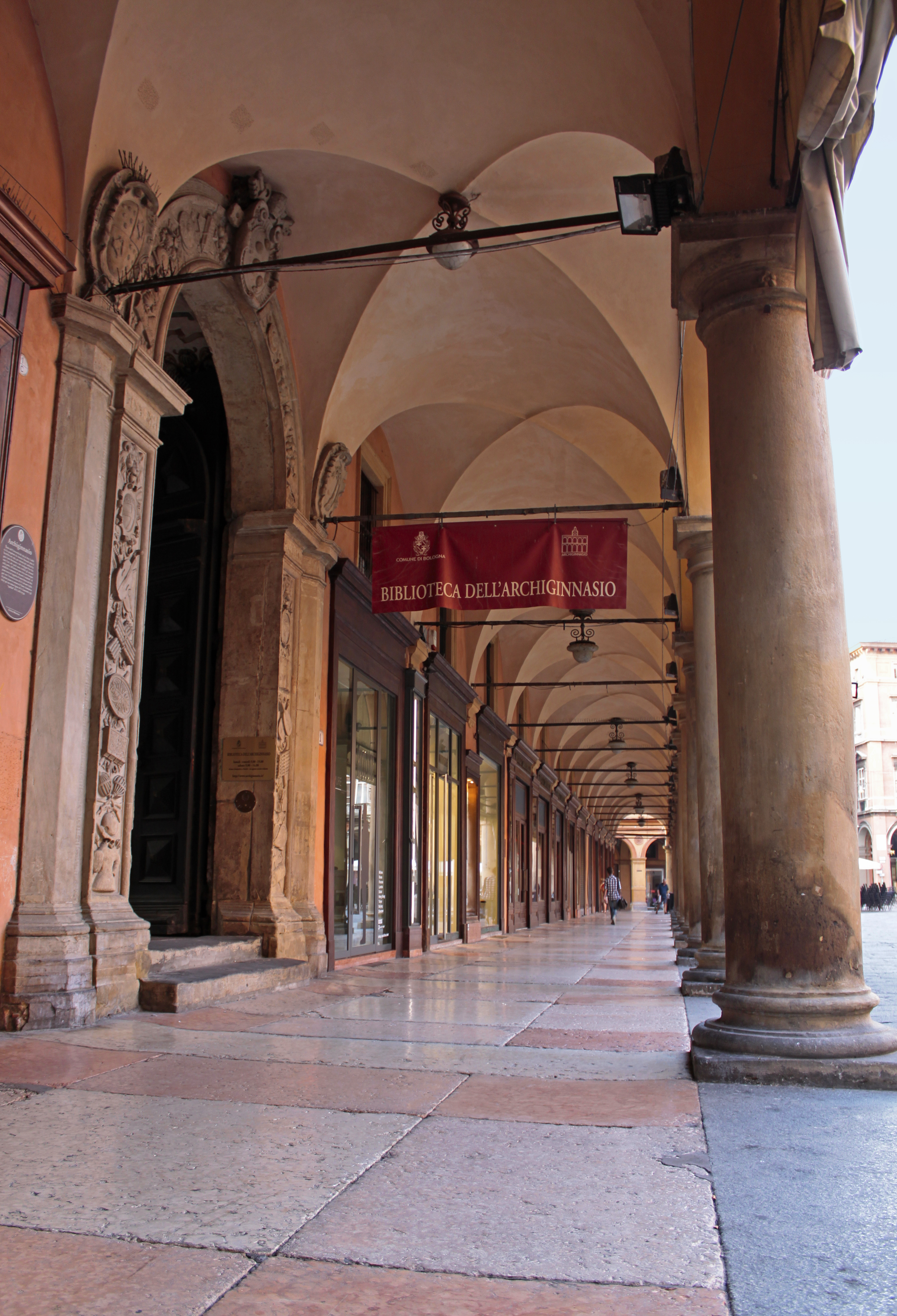
Mái cổng Pavaglione
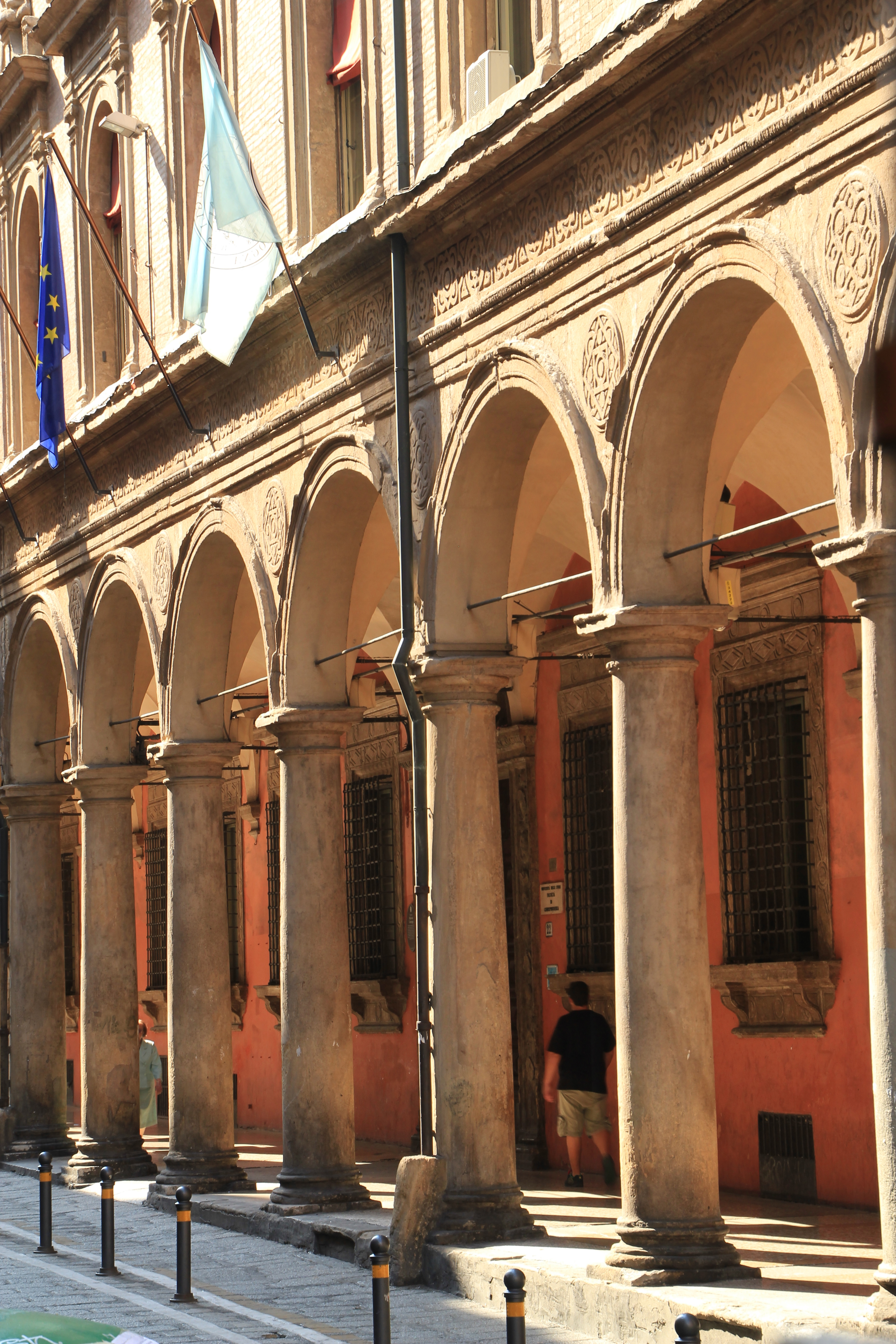
Mái cổng của dinh Malvezzi Campeggi
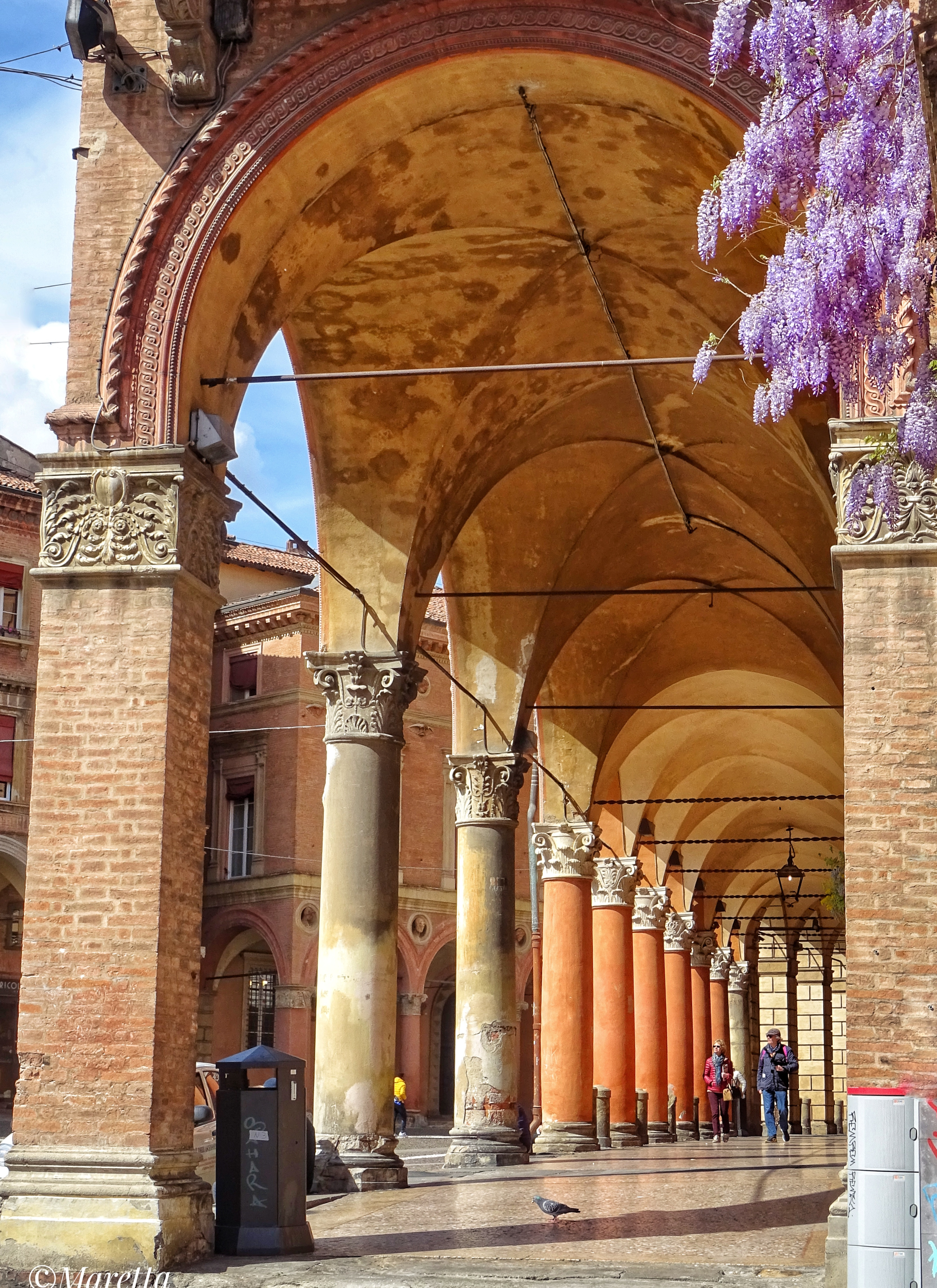
Mái cổng của dinh Bianchini
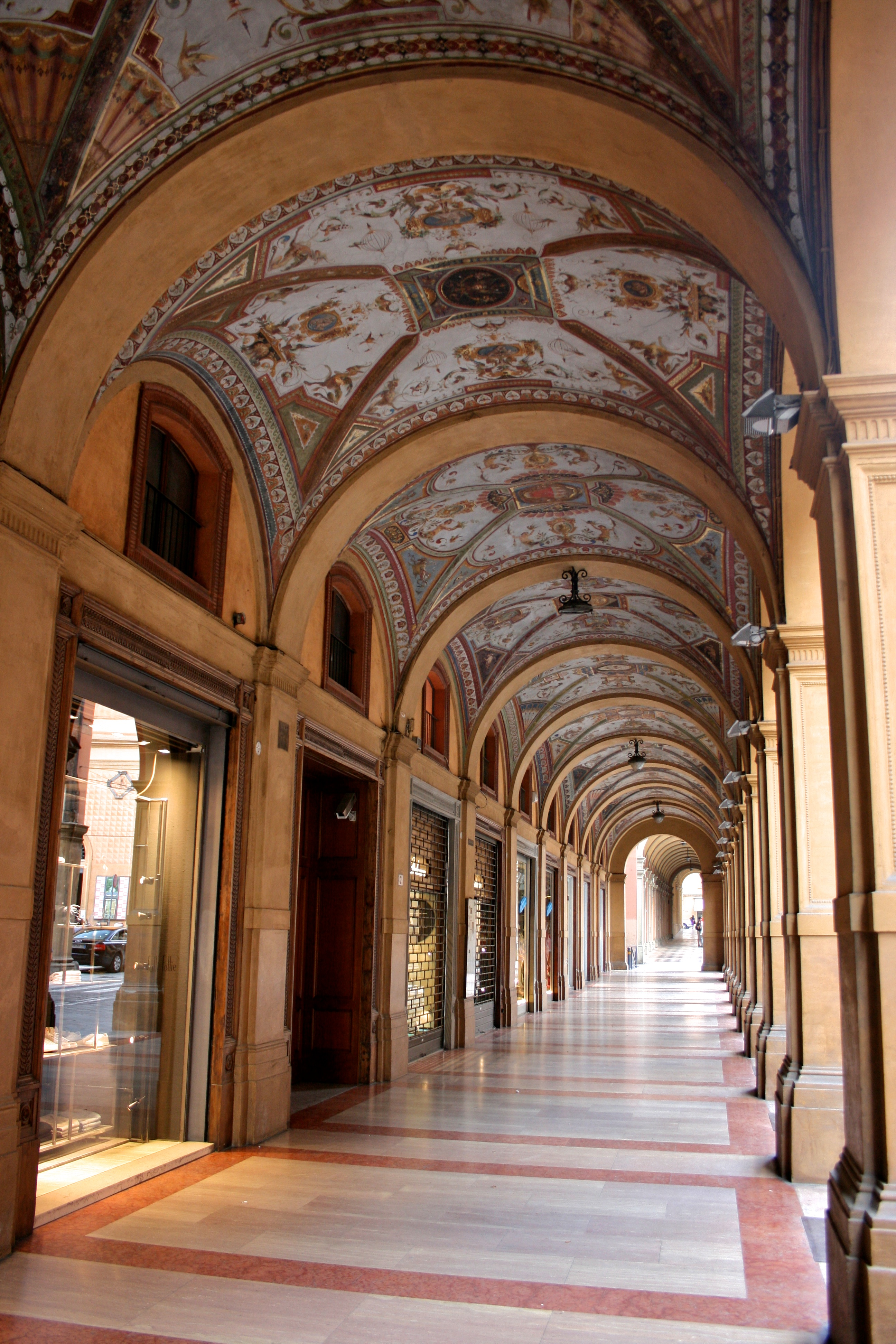
Mái cổng của Ngân hàng Ý
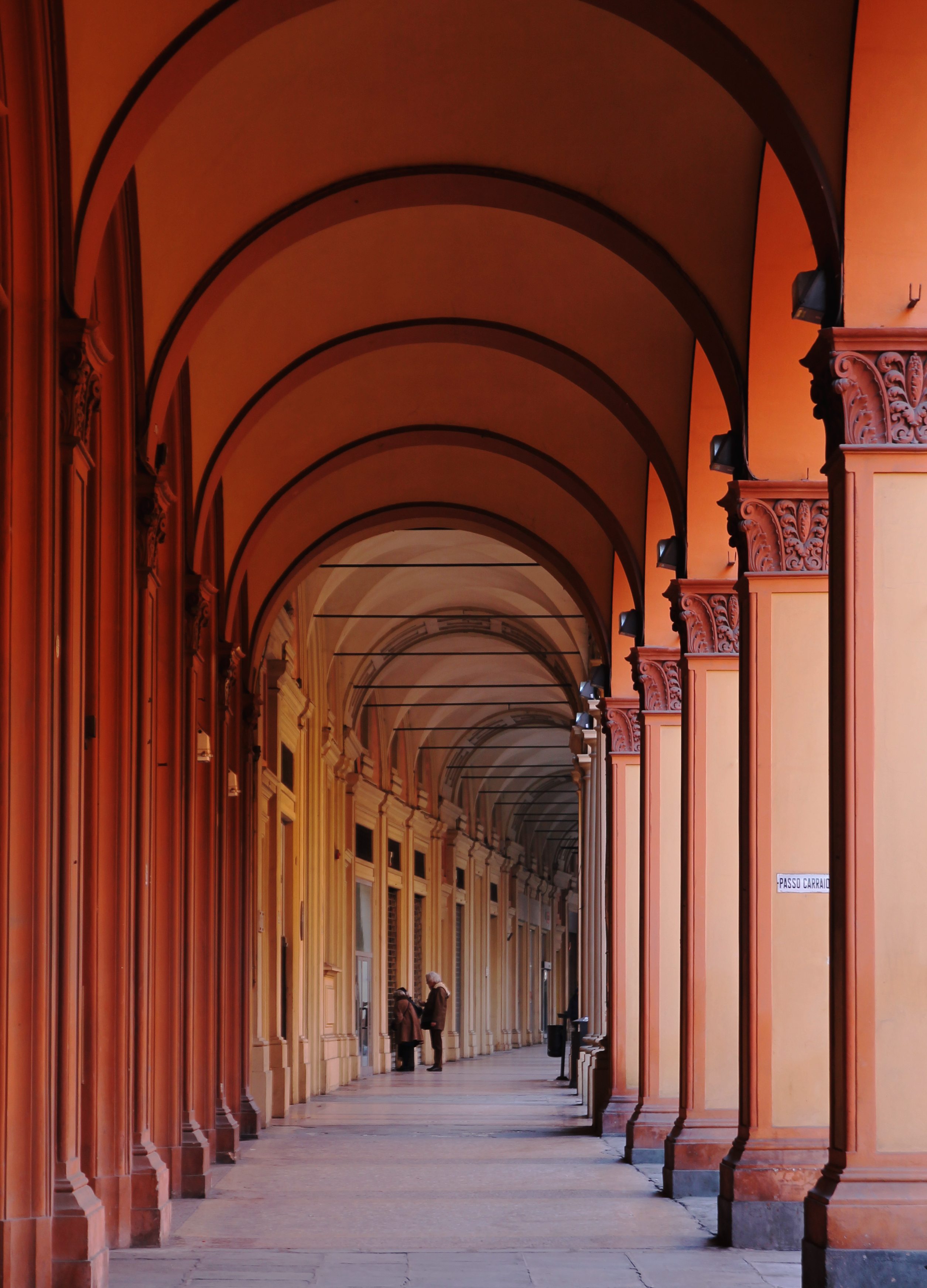
Mái cổng qua Farini
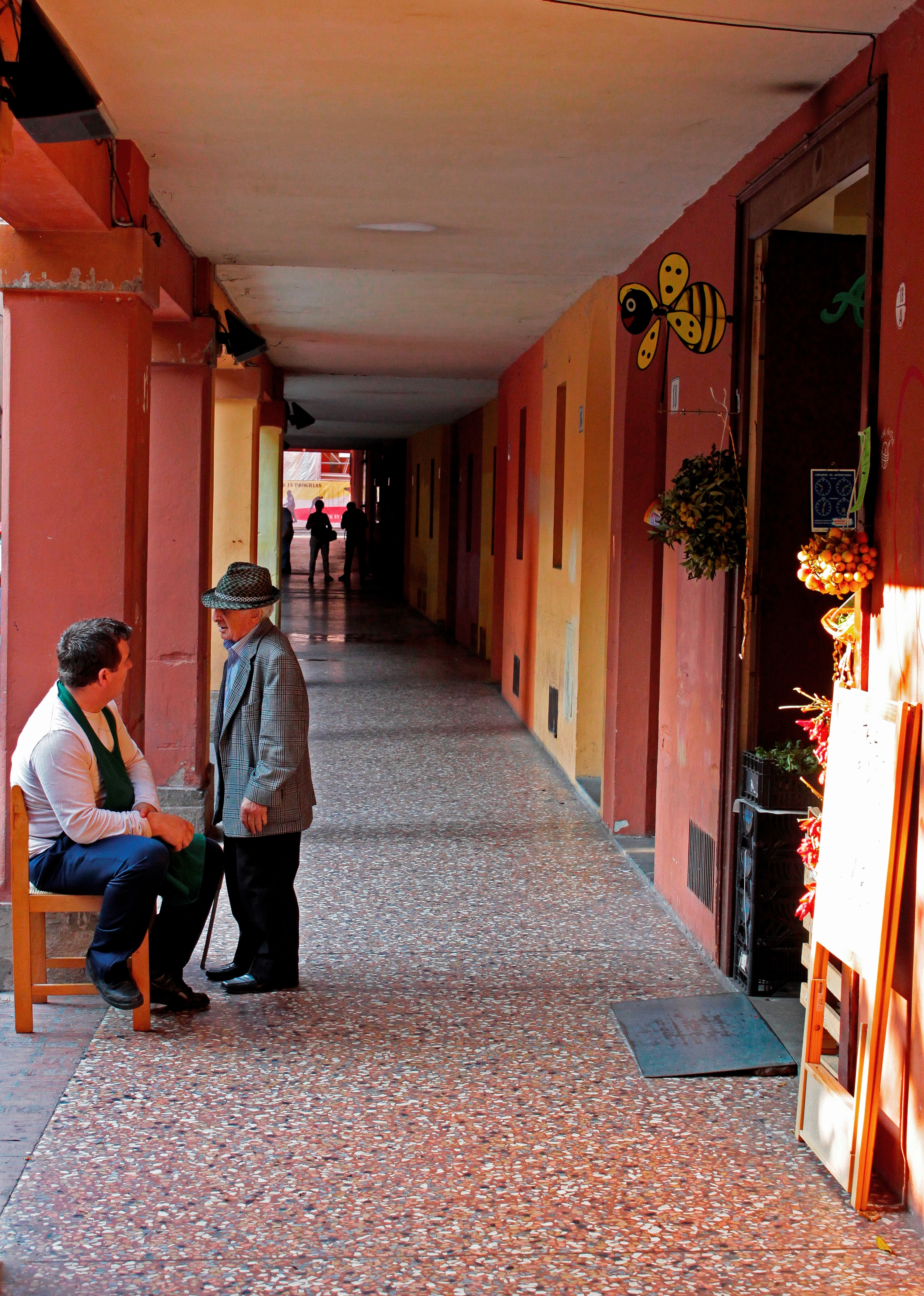
Mái cổng qua San Leonardo